# Gerry Rafferty
Gerald Rafferty (Paisley, Escòcia, 16 d'abril de 1947 - Stroud, Gloucestershire, Anglaterra, 4 de gener de 2011), més conegut artísticament com Gerry Rafferty, va ser un músic escocès. El seu tema més popular és Baker Street, famós per la seva melodia amb el saxo.

## Carrera
Va començar la seva carrera com a músic de carrer. El seu primer grup va ser els Humblebums, per després treure un disc en solitari, i el 1972 va formar un nou grup, Stealers Wheel, al costat de Joe Egan.
A partir de la separació d'aquest últim grup l'any 1975, tots els seus discos van ser en solitari. La seva cançó més coneguda en solitari és «Baker Street», inclosa en el disc City to city, de 1978. «Right Down The Line» és una altra de les seves cançons més conegudes, igual que la que va compondre per a Stealers Wheel, «Stuck In The Middle With You", i que va formar part de la banda sonora de la pel·lícula de Quentin Tarantino Reservoir Dogs.

## Discografia en solitari
- 1972 Can I Have My Money Back
- 1978 City to City
- 1979 Night Owl
- 1980 Snakes and Ladders
- 1982 Sleepwalking
- 1988 North and South
- 1991 Right Down The Line: The Very Best of Gerry Rafferty
- 1992 On a Wing and a Prayer
- 1994 Over My Head
- 2000 Another World
- 2006 Days Gone Down- The Anthology: 1970-1982